# (74093) 1998 QU6
1998 كيو يو 6 (ويعرف أيضًا باسم (74093) 1998 كيو يو 6 وفق تسمية الكوكب الصغير) (بالإنجليزية: 1998 QU6)‏ هو كويكب ضمن حزام الكويكبات؛ وترتيبه 74093 من حيث الاكتشاف.
اكتُشف هذا الجُرم الفلكي بواسطة OCA–DLR Asteroid Survey ‏ في 24 أغسطس 1998.

## وصلات خارجية
- (74093) 1998 QU6 في قاعدة بيانات مختبر الدفع النفاث لأجرام النظام الشمسي الصغيرة

- الاكتشاف · مخطط المدار ·  العناصر المدارية · المعلمات المادية

- (74093) 1998 QU6 على موقع ويكي سكاي: DSS2, SDSS, GALEX, IRAS, Hydrogen α, X-Ray, Astrophoto, Sky Map, Articles and images